# Gerry Glacken
Gerald Rudolph (Gerry) Glacken (Jabalpur, 1923 - Westminster, 1965) was een Indiaas hockeyer. 
Glacken won in 1948 met de Indiase ploeg de olympische gouden medaille.

## Resultaten
- 1948  Olympische Zomerspelen in Londen